# Studnia w Siwym Wierchu
Studnia w Siwym Wierchu (słow. Priepasť v Sivom vrchu) – największa z dotychczas odkrytych jaskiń w masywie Siwego Wierchu w słowackich Tatrach Zachodnich. Z głębokością 93 m w 2001 r. zajmowała 45 miejsce na liście najgłębszych jaskiń Słowacji. W 2017 r. spadła na miejsce 54.

## Położenie
Wejście do jaskini znajduje się na wysokości 1790 m n.p.m., prawie pod samym szczytem Siwego Wierchu, ok. 100 m na zachód od jego wierzchołka. Usytuowane jest wśród skalnych turniczek i rozpadlin w górnej części tzw. Rzędowych Skał.

## Charakterystyka
Jest jaskinią o rozwinięciu pionowym, utworzoną w dolomitach płaszczowiny choczańskiej, pochodzących ze środkowego triasu. Składa się z systemu trzech studni, opadających na łączną głębokość 93 m. Łączna długość korytarzy wynosi 250 m. Pomimo że istnieje w kompleksie skał węglanowych, nie jest ona typową jaskinią krasową. Jest jaskinią typu szczelinowego, powstałą w wyniku blokowych ruchów masowych górotworu w płaszczyznach spękań, w minimalnym jedynie stopniu przemodelowaną przez współcześnie zachodzące procesy krasowienia. Według przypuszczeń J. Brodňanskiego dno jaskini sięga już podścielających dolomity choczańskie utworów kredy.

## Historia eksploracji
Jaskinia znana była od dawna miejscowym pasterzom, lecz z uwagi na położenie i trudne wejście nie budziła ich większego zainteresowania. Anton Kocian wspomniał ją w swoim przewodniku po Orawie (w tym i Tatrach Zachodnich), wydanym w 1933 r. Na jej dno zeszli dopiero w 1970 r. speleolodzy z Orawy, którymi kierował Ján Brodňanský.